# 범망경노사나불설보살심지계품제십권하
범망경노사나불설보살심지계품제십권하(梵網經盧舍那佛說菩薩心地戒品第十卷下)는 부산광역시 기장군 일광읍에 있는 불경이다. 2015년 11월 18일 부산광역시의 문화재자료 제93호로 지정되었다.

## 개요
보살계본(菩薩戒本)․범망경(梵網經)이라고도 하는 『범망경노사나불설보살심지계품은 제10권을 상․하 2책으로 나눈 불교 경전이다. 우리나라에서는 불교 계율의 기초를 이루는 불교 경전으로 중시하였으며, 하권만 별도로 간행하기도 하였다. 하권은 대승의 보살이 명심하여 지켜야 할 10가지의 무거운 죄와 48가지의 가벼운 죄에 해당하는 계율을 기록하고 있다.
김응규 소장 범망경노사나불설보살심지계품 권10하는 본문 종이의 종류나 음독구결(音讀口訣) 등에서 고려 후기∼조선 전기에 인출(印出)된 것으로 짐작된다. 또한 보물 제1131호로 지정된 한국중앙학연구원 장서각 소장본과 동일 목판본을 인출한 경전으로,
현재까지 이 판본이 국가 및 지방문화재로 지정된 사례도 보물 1건 정도이며, 본 인경본과 동일한 경전에 달린 음독구결도 현재까지 5종 정도로 극히 제한되어 있어 자료적 희소성을 지니고 있다.
또한 고려와 원나라의 불교적 지식정보 교류, 고려 후기의 서체, 인장(印章), 불교사상적 경향, 목판인쇄술 등과 같은 역사․문화적 실체를 파악할 수 있는 중요한 원천자료이다.

## 참고 자료
- 범망경노사나불설보살심지계품제십권하 - 국가유산청 국가유산포털